# Burg Korb (Württemberg)
Als Burg Korb wird eine größtenteils abgegangene mittelalterliche Burganlage in Korb im baden-württembergischen Rems-Murr-Kreis bezeichnet. Über die Geschichte der Befestigungsanlage ist nicht mehr viel bekannt. Geringe Mauerreste der Burg wurden später in das Rathaus von Korb einbezogen.

## Geschichte
Die an Strebepfeiler erinnernde südliche Stützmauer des Rathauses wird auch heute noch im Volksmund die Burg genannt. Durch alte Lagerbücher ist eine befestigte Hofanlage nachgewiesen. Auch wird ein Burggraben (Burhlinsgraben) erwähnt. Das Gebäude wird seit Mitte des 17. Jahrhunderts als Rathaus genutzt. Durch Umbauten und Renovierungen seit dem 16. Jahrhundert wurde viel von der historischen Bausubstanz zerstört. Lediglich im Erdgeschoss finden sich noch mittelalterliche Mauerreste. Auch war eine spitzbogige Tür mit einem teilweise zerstörten Wappenschild vorhanden. Manche Heimatforscher deuteten das Wappen als das der Herren von Stammheim. Nach einer anderen Überlieferung sollen die Herren von Steinheim in Korb begütert gewesen sein. 1953 wurde das Rathaus erneut umgebaut und bis dahin sichtbare Schießscharten zugemauert.

## Sage
Einst soll die Burg in Korb dem Ritter von Steinheim gehört haben. Der Besitz des Ritters sei bescheiden gewesen sein und habe nur aus Weinlagen am Korber Kopf und am Nebelberg bestanden. Da der Ritter nicht so wohlhabend war wie die anderen Ritter aus der Umgebung, die sich durch Straßenraub bereicherten, habe er sich sehr gegrämt. Daher soll er beschlossen haben, als Raubritter die Menschen der Umgebung zu überfallen und so sein Einkommen aufzubessern. Als der Ritter Handelsreisenden auflauerte, erschien ihm im letzten Moment ein Erdluitle (ein hilfsbereiter Zwerg), der ihn von seinen bösen Plänen abbringen konnte. Der Zwerg riet dem Ritter, seine Weinberge mit Weißgewächs zu bestocken und versprach ihm Hilfe bei der Arbeit. Der Ritter befolgte den Rat des Zwergs und pflanzte Riesling. Nach einigen Jahren konnte der Ritter köstliche Weintrauben ernten und sogar den Königshof mit dem Wein beliefern. Somit konnte der Ritter durch ehrliche Arbeit sein Vermögen mehren.